# 훈 (리비아)

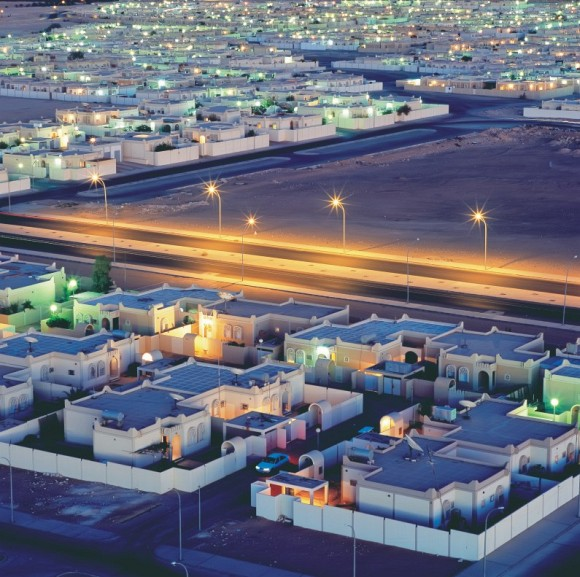
훈

훈(아랍어: هون)은 리비아 남서부에 위치한 도시로 주프라 주의 주도이며 높이는 259m, 인구는 30,715명(2010년 기준)이다. 세바와 지중해 연안의 중간 지점에 위치하며 사하라 사막의 오아시스 지대와 접한다.

## 같이 보기
- 리비아 사막